# Humberside Airport
Humberside Airport (IATA: HUY, ICAO: EGNJ) er en international lufthavn i England. Den er beliggende ved byen Kirmington i North Lincolnshire, Lincolnshire, 19 km vest for Grimsby, og 24 km fra Kingston upon Hull og Scunthorpe.
I 2015 ekspederede lufthavnen 221.203 passagerer og godt 25.000 flybevægelser. Den største rute betjenes af KLM og går til Schiphol Lufthavn ved Amsterdam, ligesom lufthavnen er en af landets travleste med helikoptertransport til boreplatforme i Nordsøen. 

## Historie
Under 2. verdenskrig etablerede Royal Air Force i 1941 basen RAF Kirmington. Her var blandt andet stationeret en eskadrille bombefly af typen Avro Lancaster. Efter krigens afslutning i 1945 forlod flyvevåbnet stedet, og området stod derefter ubrugt. I 1974 besluttede det lokale bystyre at genåbne stedet som den civile Kirmington Airport, som senere blev omdøbt til det nuværende. 
I 1992 blev den længste landingsbane forlænget til de nuværende 2.196 meter, hvilket gjorde lufthavnen i stand til at modtage store jetfly.

## Flyselskaber	og destinationer
Følgende selskaber  har faste ruter og  charterflyvninger til eller fra  Humberside:
| Flyselskaber                         | Destinationer                                                   |
| ------------------------------------ | --------------------------------------------------------------- |
| BH Air                               | Sæsonbestemt charterflyvning: Burgas                            |
| Eastern Airways                      | Aberdeen                                                        |
| Flybe                                | Sæsonbestemt charterflyvning Jersey                             |
| jetXtra.com operated by BA CityFlyer | Sæsonbestemt charterflyvning: Alicante, Palma de Mallorca       |
| KLM operated by KLM Cityhopper       | Amsterdam                                                       |
| Thomson Airways                      | Sæsonbestemt charterflyvning: Palma de Mallorca, Tenerife–South |